# Slamen Ziegelei
Slamen Ziegelei, niedersorbisch Słomjeńska Cyglownja, ist ein Wohnplatz der Stadt Spremberg im Landkreis Spree-Neiße im Südosten des Landes Brandenburg. Ein Teil des Ortes liegt in der Gemarkung des Ortsteils Weskow. Bis zu deren Eingemeindung nach Spremberg am 1. Januar 1946 gehörte Slamen Ziegelei zur Gemeinde Slamen.

## Lage
Slamen Ziegelei liegt in der Niederlausitz, rund drei Kilometer nordöstlich des Stadtzentrums von Spremberg und fünf Kilometer Luftlinie nördlich der Grenze zu Sachsen. Der Ort gehört zum amtlichen Siedlungsgebiet der Sorben/Wenden. Umliegende Ortschaften sind Haidemühl im Norden, Groß Luja im Nordosten, Türkendorf im Osten, Graustein im Südosten, Slamen und Weinberge im Südwesten, Georgenberg im Westen und Weskow im Nordwesten.
Die Ortschaft liegt an der Landesstraße 48 zwischen Spremberg und Bohsdorf-Vorwerk. In der Nähe befindet sich die Bahnstrecke Berlin–Görlitz.

## Geschichte
Die Siedlung entstand ab 1670 nach der Anlage einer Ziegelbrennerei außerhalb der Gemeinde Slamen, zu der diese seit jeher gehörte. Der Ort gehörte somit zur Herrschaft Spremberg und war zum Zeitpunkt der Ersterwähnung Teil des Kurfürstentums Sachsen. 1806 entstand aus dem Kurfürstentum Sachsen das Königreich Sachsen. Im Ergebnis des Wiener Kongress wurde das Königreich Sachsen im Jahr 1815 geteilt und die Gemeinde Slamen kam mit der Ziegelei zum Königreich Preußen. Seit der Gebietsreform im folgenden Jahr gehörte der Ort zum Kreis Spremberg im Regierungsbezirk Frankfurt. Laut der Topografisch-statistischen Übersicht des Regierungsbezirks Frankfurth a.d.O. von 1867 bestand die Siedlung aus der Ziegelei und 16 Gehöften.
1924 wurde der Betrieb der Brennerei eingestellt. Nach dem Ende des Zweiten Weltkrieges gehörte der Ort zur Sowjetischen Besatzungszone. Am 1. Januar 1946 wurde die Gemeinde Slamen mit ihren Ortsteilen Slamen Ziegelei und Weinberge nach Spremberg eingemeindet. Seit dem 7. Oktober 1949 gehörte Slamen Ziegelei zur Deutschen Demokratischen Republik. Seit der DDR-Kreisreform am 25. Juli 1952 gehörte Slamen Ziegelei zum Kreis Spremberg im Bezirk Cottbus. Nach der Wiedervereinigung lag der Ort im Landkreis Spremberg im Land Brandenburg, der am 6. Dezember 1993 im Landkreis Spree-Neiße aufging.